# Società Sportiva Chieti 1967-1968
Questa voce raccoglie le informazioni riguardanti la Società Sportiva Chieti nelle competizioni ufficiali della stagione 1967-1968.

## Rosa
| N. |                   | Ruolo | Calciatore           |
| -- | ----------------- | ----- | -------------------- |
|    | Italia (bandiera) | A     | Ferdinando Ascatigno |
|    | Italia (bandiera) | D     | Giovanni Bonfadini   |
|    | Italia (bandiera) |       | Bottaro              |
|    | Italia (bandiera) | D     | Claudio Carboncini   |
|    | Italia (bandiera) | C     | Onofrio Carlucci     |
|    | Italia (bandiera) | A     | Gilberto Cerroni     |
|    | Italia (bandiera) | C     | Pier Luigi Cignani   |
|    | Italia (bandiera) | A     | Adriano Contestabile |
|    | Italia (bandiera) | D     | Arturo De Petri      |
|    | Italia (bandiera) | A     | Bruno Della Fratta   |

| N. |                   | Ruolo | Calciatore        |
| -- | ----------------- | ----- | ----------------- |
|    | Italia (bandiera) | C     | Giuseppe Galati   |
|    | Italia (bandiera) | P     | Antonio Gridelli  |
|    | Italia (bandiera) | C     | Antonio Lancioni  |
|    | Italia (bandiera) |       | Maresca           |
|    | Italia (bandiera) | C     | Vincenzo Martella |
|    | Italia (bandiera) | D     | Tommaso Montanaro |
|    | Italia (bandiera) | A     | Luigi Sanseverino |
|    | Italia (bandiera) | D     | Giuseppe Savini   |
|    | Italia (bandiera) | C     | Mario Sestili     |
|    | Italia (bandiera) | C     | Paolo Tarquini    |